# 千代の海明太郎
濵町 明太郎（はままち めいたろう、1993年1月11日 - ）は、高知県幡多郡黒潮町出身で東京都立農産高等学校の保健体育科講師。また九重部屋に所属した元大相撲力士。四股名は 千代の海明太郎（ちよのうみ めいたろう）であった。力士時代の身長181.4cm・体重136.0kg。最高位は西十両8枚目（2019年3月場所）。

## 来歴

### 相撲との出会い
2歳年上の兄が地元の佐賀少年相撲クラブに入っていた影響から保育園の頃から相撲を始める。

### 高校～大学卒業まで
高知県立宿毛高校では相撲部に所属したものの目立った実績は残せなかった。
日本体育大学入学後に徐々に力をつけ、大学2年次（2012年度）の東日本インターカレッジの団体戦で当時日本大学4年生で後に幕内力士となる遠藤聖大を得意の突き押しで撃破した。4年次（2014年度）の全国学生相撲選手権大会では副主将を務め、団体戦優勝に貢献した。大学4年生の時に教職に進んだ日体大出身者の2人から「プロに行っておけばよかった」という後悔の声を聞き、角界入りに心が傾いた。

### 入門後
大学卒業から間もない2015年4月に記者会見を開き、九重部屋入門を表明。同年5月場所にて初土俵。アマチュア時代に幕下附出・三段目附出に相当する成績を修めていなかった関係上、前相撲からの初土俵となった。同期生には霧島（当初の四股名は霧馬山）及びカナダ出身として話題になった錦戸部屋の誉錦がいて、前相撲では両者から白星を挙げ3連勝で出世。初めて番付に四股名（当初は本名の濵町）が載った7月場所では7戦全勝で序ノ口優勝を果たし、西序二段10枚目で迎えた翌9月場所でも7戦全勝で、千秋楽の優勝決定戦に進出。ここでも勝利し、序ノ口・序二段の連続優勝を達成した。東三段目19枚目で迎えた翌11月場所からは、四股名を故郷の海に因んだ千代の海に改めた。同場所は前半3連勝したものの、中日の4番相撲で水戸豊に敗れ18戦目で力士生活初黒星を喫し、その後も負けが込み4勝3敗。しかし三段目に留まった翌2016年1月場所は再び勝ち続け、3度目の7戦全勝で三段目優勝。しかし同場所後に右肘の手術を受け、リハビリに専念すべく翌3月場所から7月場所まで3場所連続で休場。東幕下13枚目の番付は東三段目94枚目まで下がってしまった。
復帰以降は再び順調に番付を上げ、東幕下22枚目で迎えた2017年7月場所を2勝5敗とした以外は全ての場所において勝ち越しを続け、2018年1月場所では長期休場前の自己最高位を更新し、東幕下10枚目に在位。ここでも勝ち越し、翌3月場所も自己最高位の東幕下5枚目で5勝2敗の好成績を修めた。同場所では千秋楽に新十両の炎鵬との対戦が組まれ、初めて大銀杏姿で土俵に上がり、押し倒しで勝ったものの、他の力士の成績との兼ね合いから新十両は見送られた。続く5月場所は西幕下筆頭で4勝3敗と勝ち越し、場所後の番付編成会議で7月場所での新十両昇進が決定した。宿毛高校からは2004年5月場所の豊ノ島以来史上2人目の関取。新十両として迎えた7月場所は8勝7敗の成績で勝ち越し。翌9月場所も8勝を挙げて関取昇進後2場所続けての勝ち越しとなったが、東十両11枚目で迎えた11月場所は12日目に負け越しが決定。翌13日目も敗れて9敗となり、十両残留へ向けて後の無い成績となったが、残りの2番に勝利して辛くも関取の地位は守った。その後もしばらくは関取の地位を維持しつつ一進一退が続いたが、西十両11枚目で迎えた2019年9月場所では著しい不振に陥り初日の青狼戦・7日目の朝玉勢戦の2勝のみで2勝13敗に終わり、関取の地位は8場所で失う形となった。翌11月場所・翌2020年1月場所を2場所連続で勝ち越し、翌2020年3月は3場所ぶりの十両の地位で迎えたが当場所及び（5月場所の中止を挟んで）翌7月場所を連続で負け越し、再び関取の地位を失った。1場所で十両に復帰したが、4場所在位して再び幕下に陥落。幕下に下がった2021年7月場所は、場所前に左肘の手術をしたため全休となった。
東幕下33枚目で迎えた2021年11月場所は13日目の7番相撲で元小結の竜電と対戦し、敗れて6勝1敗となり幕下優勝を逃した。取組後に「強いですね。物が違います。完敗です」「みんなは向こう（竜電）が勝つと思っていたと思うのでやりやすかった。向かっていくだけなので」とコメントした。翌2022年1月場所も東幕下13枚目で5勝2敗と勝ち越し、東幕下6枚目で迎えた翌3月場所は13日目の7番相撲で金峰山と対戦し、敗れて6勝1敗となり幕下優勝と十両復帰を逃した。翌5月場所は東幕下筆頭で迎え、5番相撲を終えた時点で3勝2敗だったものの、残る2番に敗れ、負け越して十両復帰を逃した。2023年5月場所では4勝3敗とし、場所後に開かれた番付編成会議で、7月場所の再十両が正式に発表された。再十両が決定した日は同期の霧馬山改め霧島が大関昇進を決めた日でもあった。13場所ぶりの十両となった7月場所では、西十両14枚目で初日から4連敗した後、中日の段階で3勝5敗まで盛り返したものの、9日目から4連敗し11日目時点で負け越すと、最終2日も連敗し4勝11敗と大幅に負け越して終えた。以降は十両に在位することは無かった。
2024年5月場所後の6月3日、日本相撲協会に引退届を提出して受理された。番付編成会議後に引退を表明したため、翌7月場所の番付には四股名が残った。引退の際の取材では、思い出の取組を「全部」と答えた。

### 体育科教育者として
大学時代に中学校・高校の保健体育の教員免許を取得しており、引退当初は都内で教員を目指すことを表明。同年9月の東京都立足立新田高等学校での時間講師着任を経て10月、東京都立農産高等学校の保健体育科講師となった。週に9時間の授業を受け持つ。断髪式までは髷を残して登壇していた。
2025年2月2日、両国国技館で断髪式が行われ、母校の日体大関係者ら約300人が出席した。

## 取り口
鋭く当たってから突っ張りと身のこなしを活かすのが千代の海の相撲とされていた。
押し切れない場合は引きや叩きで仕留め、投げはあまり打たなかった。
取り口は兄弟子の千代の国譲りであり、千代の海の相撲は千代の国との稽古の産物とされていた。

## エピソード
- 2020年6月に公開された相撲協会公式YouTubeチャンネルの動画ではステイホーム中の過ごし方として部屋の掃除を挙げていた[14]。
- 1994年11月場所に土佐ノ海が十両に昇進して以降、高知県出身の力士が1人以上関取に在位している状態が続いていた（最多時は4人・2008年3月場所及び2008年7月場所から2010年11月場所に亘り続いた。）が、千代の海の新十両当初は幕内下位の栃煌山1人となっていた。千代の海が十両の地位を維持している間の2018年11月場所には負傷休場により関取の地位を失っていた元関脇の豊ノ島が十両に復帰し、2015年5月場所以来21場所ぶりに高知県出身の力士が3人同時に関取に在位し、この3人の高知県出身力士は千代の海が1回目の幕下陥落を決定させる2019年9月場所まで同時に在位し続けた。
  - 千代の海が幕下に在位している間の2020年1月場所に豊ノ島が幕下再陥落を決定させ、翌3月場所には千代の海が十両に復帰したものの、同年7月場所前には豊ノ島・栃煌山が相次いで引退、同場所を東十両14枚目の地位で迎えた千代の海も6勝9敗と負け越し幕下陥落が決定したため、高知県出身力士の関取が僅か5場所で3人から0人になる形になった。
  - 千代の海が3回目の幕下陥落を喫した2023年9月場所以降、高知県出身の関取が（在位経験者を含め）不在の状態が続いている。
- 2021年4月29日、看護師の女性と結婚。「本当に支えてもらっている。勝つことが恩返し」と述べた。師匠の誕生日に合わせて婚姻届を提出した[15][16]。
  - 2021年7月場所で幕下陥落してから2023年7月場所で十両復帰するまでの12場所、妻は看護師として働いて生計の要となりつつ千代の海を支えた。妻・両親・義両親もみんな現役続投を後押しした[17]という。
- 協会公式プロフィールによると、好きな歌手はASAKI、好きなYouTubeチャンネルはたっくーTVれいでぃお、趣味は昼飲み、好物は家で作ったカツオのたたき[18]。
- 白鷹山には2018年1月場所における初顔合わせ以来13連敗し、白星を挙げることなく現役を終えた。
- 自身の4回目の十両昇進と同期生の霧馬山改め霧島の大関昇進が同時に決定した際、霧島のことを取材記者の前で「ハグア」と愛称呼びをした上で、番付が上がっても変わらずに接してくれるいい男と評価するコメントを出した[17]。
- 関取の地位を失っていた頃には、幕下で負けた相手が「元十両に勝ちました。この子は力がついていますね」と評され、関取経験者として比較対象にされるようになったが、自身も幕下から十両に上がった頃はそういう相手を倒してきたのだなと思い、奮起した[17]という。

## 主な成績

### 通算成績
- 通算成績：237勝208敗47休（54場所）

### 各段優勝
- 三段目優勝：1回（2016年1月場所）
- 序二段優勝：1回（2015年9月場所）
- 序ノ口優勝：1回（2015年7月場所）

### 場所別成績
| | 一月場所 初場所（東京）  | 三月場所 春場所（大阪） | 五月場所 夏場所（東京） | 七月場所 名古屋場所（愛知） | 九月場所 秋場所（東京） | 十一月場所 九州場所（福岡） |
| --- | ------------------------ | ----------------------- | ----------------------- | --------------------------- | ----------------------- | --------------------------- |
| 2015年 （平成27年） | x                        | x                       | （前相撲）              | 西序ノ口19枚目 優勝 7–0     | 西序二段10枚目 優勝 7–0 | 東三段目19枚目 4–3          |
| 2016年 （平成28年） | 東三段目9枚目 優勝 7–0   | 東幕下13枚目 休場 0–0–7 | 西幕下53枚目 休場 0–0–7 | 西三段目33枚目 休場 0–0–7   | 東三段目94枚目 6–1      | 東三段目36枚目 5–2          |
| 2017年 （平成29年） | 東三段目7枚目 6–1        | 東幕下32枚目 4–3        | 西幕下26枚目 4–3        | 東幕下22枚目 2–5            | 東幕下39枚目 5–2        | 西幕下27枚目 6–1            |
| 2018年 （平成30年） | 東幕下10枚目 4–3         | 東幕下5枚目 5–2         | 西幕下筆頭 4–3          | 西十両12枚目 8–7            | 西十両11枚目 8–7        | 東十両11枚目 6–9            |
| 2019年 （平成31年 /令和元年） | 西十両14枚目 8–5–2       | 西十両8枚目 7–8         | 西十両9枚目 7–8         | 東十両10枚目 6–9            | 西十両11枚目 2–13       | 東幕下6枚目 4–3             |
| 2020年 （令和2年） | 西幕下3枚目 5–2          | 東十両13枚目 7–8        | 感染症拡大 により中止   | 東十両14枚目 6–9            | 東幕下2枚目 4–3         | 西十両14枚目 9–6            |
| 2021年 （令和3年） | 東十両11枚目 休場 0–0–15 | 東十両12枚目 7–8        | 東十両12枚目 4–11       | 東幕下3枚目 休場 0–0–7      | 西幕下43枚目 4–3        | 東幕下33枚目 6–1            |
| 2022年 （令和4年） | 東幕下13枚目 5–2         | 東幕下6枚目 6–1         | 東幕下筆頭 3–4          | 西幕下4枚目 3–4             | 西幕下6枚目 3–4         | 東幕下11枚目 4–3            |
| 2023年 （令和5年） | 西幕下7枚目 4–3          | 東幕下5枚目 4–3         | 西幕下3枚目 4–3         | 西十両14枚目 4–11           | 東幕下4枚目 3–4         | 東幕下7枚目 4–3             |
| 2024年 （令和6年） | 東幕下4枚目 2–6          | 西幕下11枚目 4–3        | 東幕下8枚目 0–5–2       | 西幕下43枚目 引退 –         | x                       | x                           |
| 各欄の数字は、「勝ち-負け-休場」を示す。 優勝 引退 休場 十両 幕下 三賞：敢=敢闘賞、殊=殊勲賞、技=技能賞 その他：★=金星 番付階級：幕内 - 十両 - 幕下 - 三段目 - 序二段 - 序ノ口 幕内序列：横綱 - 大関 - 関脇 - 小結 - 前頭（「#数字」は各位内の序列） |                          |                         |                         |                             |                         |                             |